# Johan Van Wezer
Johan Van Wezer (9 september 1951) is een voormalige Belgische atleet, die gespecialiseerd was in de middellange afstand. Hij nam eenmaal deel aan de Europese kampioenschappen en veroverde twee Belgische titels.

## Biografie
Van Wezer werd in 1973 Belgisch kampioen op de 800 m. Het jaar nadien verlengde hij zijn titel en nam hij op dit nummer deel aan de Europese kampioenschappen in Rome. Hij werd uitgeschakeld in de halve finales.

### Clubs
Van Wezer was aangesloten bij Daring Club Leuven.

## Belgische kampioenschappen
| Onderdeel | Jaar       |
| --------- | ---------- |
| 800 m     | 1973, 1974 |

## Persoonlijk record
| Onderdeel | Prestatie | Datum       | Plaats |
| --------- | --------- | ----------- | ------ |
| 800 m     | 1.46,3    | 6 juli 1973 | Zürich |

## Palmares

### 800 m
- 1970: 8e in ½ fin. EK U20 in Parijs – 1.56,0
- 1973:  BK AC – 1.48,5
- 1974:  BK AC – 1.50,4
- 1974: 6e in ½ fin. EK in  Rome – 1.48,0

### 4 x 400 m
- 1970: 8e EK U20 in Parijs – 3.21,0